# 王時舉 (嘉靖進士)
王時舉（？—？），字晉卿，號養吾，錦衣衛軍籍順天府通州（今北京通州区）人，明朝政治人物。

## 生平
嘉靖二十八年（1549年）己酉科順天府鄉試第一百四名舉人。嘉靖四十一年（1562年）中式壬戌科會試第四十六名，廷試三甲第七十七名進士。授河南府推官，嘉靖四十四年十一月选授浙江道御史，嘉靖四十五年十月弹劾刑部尚书黄光升，嘉靖帝大怒，命编氓口外。明穆宗嗣位，复官。后巡按贵州，不改故操，多有论劾。巡按四川，隆慶四年（1570年）监四川鄉試。曾驰疏救石星，极陈奢靡之害，请陈后还中宫。养病归。神宗继位，起復山西道御史，万历初年，抗章救雒遵、景嵩、韩必显。萬曆元年（1573年）三月升尚寶司少卿，三年五月升大理寺右寺丞，十月轉左寺丞，四年三月官至大理寺右少卿。

## 家族
曾祖王瓚；祖父王紀；父王儀，母李氏；繼母張氏；母李氏。具庆下。